# Stenoplastis aborta
Stenoplastis aborta är en fjärilsart som beskrevs av Paul Dognin 1913. Stenoplastis aborta ingår i släktet Stenoplastis och familjen tandspinnare. Inga underarter finns listade i Catalogue of Life.